# 충청남도 종합방재센터
종합방재센터는 충청남도를 관할하는 충청남도 소방본부 산하의 119상황실이다. 충청남도 홍성군 홍북읍 충남대로 21, 충남도청 6층에 위치하고 있다.
종합방재센터장은 지방소방정으로 보하며 산하에 5개팀을 두고 있다.

## 주요연혁
- 1992. 4. 10. 충청남도 소방본부 발족(2과 6계)

- 1995. 1. 1. 도농복합형태의 시 설치에 따른 행정특례에 관한 법률 공포(각 소방서 상황실 수보)

- 1999. 12. 30. 충청남도종합상황실운영규정 공포(훈령 제1079호)
- 2002. 3. 30. 충청남도행정기구설치조례시행규칙 개정공포(제2873호)

## 조직 및 인력

### 조직
- 상황지원팀
  1. 종합방재센터 총괄 지휘, 조정, 통제 등 기본 운영계획 수립
  2. 종합방재센터 주요업무 추진계획 수립 및 분석
  3. 119 상황관리 전문성 향상을 위한 교육(실적평가 등)
  4. 재난관련 기관 간 협의, 회의, 훈련과 관련된 사항
  5. 구급상황관리 업무기획 및 전원조정에 관한 사항
- 소방정보통신팀
  1. 종합방재센터 소방정보통신업무 전반에 관한 사항
  2. 소방정보퉁신분야 주요업무계획 수립 및 분석
  3. 긴급구조표준시스템 구축 운영
  4. 소방무선통신시설 유지 및 보안에 관련된 사항
- 상황 1, 2, 3팀
  1. 각종 재난 및 주요 사건사고 발생 시 상황관리 및 보고
  2. 도내 각종 재난상황 발생의 신고접수, 처리 및 상황 전파
  3. 소방력 등 초기 출동상황관리 및 현장상황보고에 관한 사항
  4. 출동지령 및 유관기관 협조 요청 등
  5. 재난상황수습에 필요한 정보수집 및 제고

### 인원
- 소방직 53명
- 통신직 2명
- 기타직(구급상황관리사) 7명

## 관련법령
- 충청남도 종합방재센터 운영규정
- 충청남도 119구급상황관리센터 설치·운영 규칙